# Хой (буква)

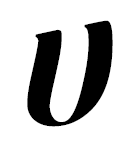

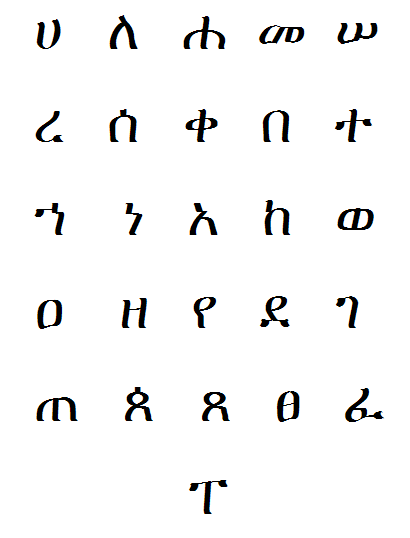

Хой (амх. ሆይ), халетауха (от халета — аллилуия) — первая буква эфиопского алфавита геэз, одна из трёх букв, наряду с хаут и харм для обозначения глухого глоттального щелевого согласного. В амхарском словаре хой, хаут и харм объединены в один раздел.
- ሀ — хой геэз ха
- ሁ — хой каэб ху
- ሂ  — хой салис хи
- ሃ  — хой рабы ха
- ሄ  — хой хамыс хе
- ህ  — хой садыс хы (х)
- ሆ  — хой сабы хо